# Alexander Deeg

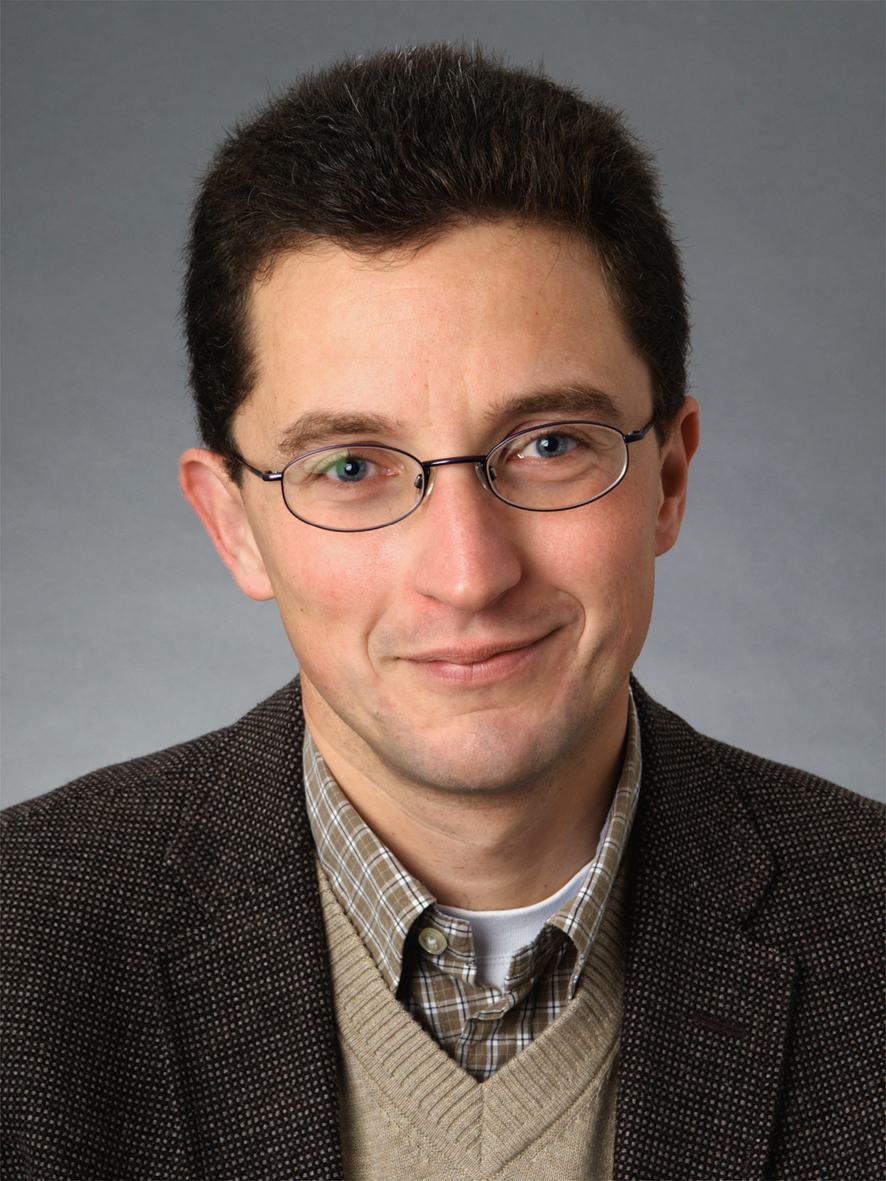
Alexander Deeg

Alexander Deeg (* 24. Mai 1972 in Rehau, Oberfranken) ist evangelischer Theologe und Professor für Praktische Theologie an der Universität Leipzig. Er ist Experte für den christlich-jüdischen Dialog sowie Autor und Herausgeber zahlreicher Bücher. Von Oktober 2009 bis Februar 2011 war er der erste Leiter des „Zentrums für evangelische Predigtkultur“ der Evangelischen Kirche in Deutschland. Seit 2007 ist er Mitherausgeber der Göttinger Predigtmeditationen (GPM).

## Leben
Nach dem Studium der Evangelischen Theologie und Judaistik in Erlangen und Jerusalem arbeitete Deeg zunächst als Vikar der Evangelisch-lutherischen Kirche in Bayern, dann von 2001 bis 2009 als wissenschaftlicher Mitarbeiter am Lehrstuhl für Praktische Theologie an der Friedrich-Alexander-Universität Erlangen-Nürnberg. 2005 wurde er zum Dr. theol. promoviert, in seiner Dissertation hat er sich mit der homiletischen Textlektüre im Dialog mit dem Judentum auseinandergesetzt. Im Jahr 2010 habilitierte er sich mit einer Arbeit zur evangelischen Fundamentalliturgik. Seit 2011 ist er Professor für Praktische Theologie an der Universität Leipzig.
Alexander Deeg ist im christlich-jüdischen Dialog engagiert und war viele Jahre stellvertretender Vorsitzender des Vereins für die Begegnung von Christen und Juden in der Evangelisch-Lutherischen Kirche in Bayern (BCJ. Bayern e.V.) und als Delegierter beim Zentralverein für die Begegnung von Christen und Juden (Hannover).

## Werk
Zusammen mit Martin Nicol gilt Alexander Deeg als Vertreter der Dramaturgischen Homiletik, die die Predigt analog zum Film versteht und Predigtschreibenden für ihr „Handwerk“ praktische Anleitungen gibt. Aufgabe von Predigt ist es danach, die Worte, Bilder und Geschichten der Bibel zu inszenieren.
Zur Debatte um das Pfarramt leistete Deeg einen wichtigen Beitrag mit seinem Vorschlag, das Pfarramt vom jüdischen Rabbinat herkommend als lesendes Amt, den Pfarrer also als „pastor legens“ zu verstehen.

## Auszeichnung und Würdigung
Für seine Dissertation wurde Alexander Deeg mit dem Preis der Staedtler-Stiftung (Nürnberg) 2005 sowie dem Preis der Hans-Werner-Surkau-Stiftung (Marburg) 2006 ausgezeichnet.

## Veröffentlichungen (Auswahl)
- Predigt und Derascha: homiletische Textlektüre im Dialog mit dem Judentum (zugl. Dissertation, Universität Erlangen, Nürnberg 2005), Vandenhoeck & Ruprecht, Göttingen 2006, ISBN 978-3-525-62390-9.
- als Hrsg.: Handbuch Evangelische Spiritualität. Band 3: Praxis, Vandenhoeck & Ruprecht, Göttingen 2020, ISBN 978-3-525-56460-8.
- mit David Plüss: Liturgik, Gütersloher Verlagshaus, Gütersloh 2021, ISBN 978-3-579-05991-4.
- mit Markus Schmidt (Hrsg.): Spiritualität und Gemeinschaft. Zugänge zu geistlichem Leben in Beziehungen: Festschrift für Peter Zimmerling zum 65. Geburtstag, WBG Academic, Darmstadt 2023, ISBN 978-3-534-40792-7.